# رنگ‌پریدگی نعش

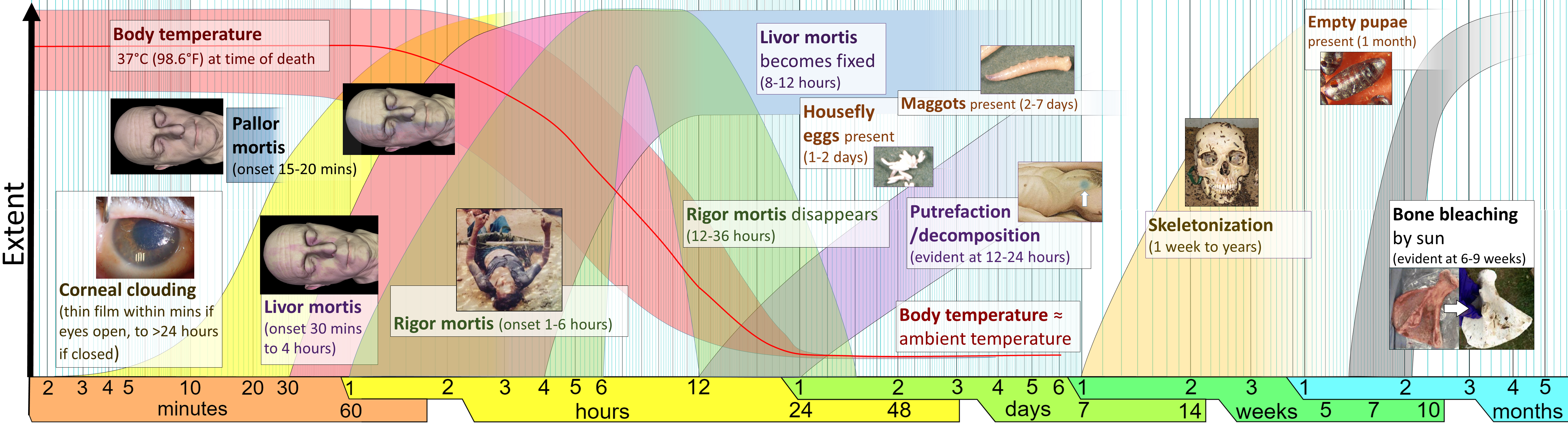
جدول زمانی تغییرات پس از مرگ (مراحل مرگ)، در این تصویر پدیده رنگ پریدگی مرگ بالا سمت چپ با عنوان Pallor mortis قابل مشاهه است.

رنگ‌پریدگی مرگ یا رنگ‌پریدگی نعشی (از زبان لاتین: کلکه pallor به معنی «بی‌رنگ/ کم رنگ شدن، رنگ رفتگی», و  mortis به معنی «مرگ، میرایی»)از اولین مراحل مرگ است که در افرادی با پوست روشن/سفید قابل مشاهده است. برای اندازه‌گیری رنگ پریدگی بدن از یک دستگاه اندازه‌گیری رنگ الکترونیکی نوری استفاده می‌شود.

## زمان و شرایط وقوع
رنگ پریدگی تقریباً بلافاصله، معمولاً در عرض ۱۵ تا ۲۵ دقیقه پس از مرگ رخ می‌دهد. رنگ پریدگی پس از مرگ آنقدر سریع ایجاد می‌شود که در تعیین زمان مرگ غالباً فایده ای نداشته و چیز خاصی را تعیین نمی‌کند، به غیر از این که بگوییم از مرگ شخص متوفی حد‌اقل ۱۵ یا ۳۰ دقیق گذشته است، که اگر جسد خیلی زود پس از مرگ پیدا شود می‌تواند کمک کننده باشد.

## علت
رنگ پریدگی به علت فروپاشی گردش خون مویرگی در سراسر بدن و خروج تدریجی خون از مویرگ‌ها اتفاق می‌افتد. سپس گرانش باعث می‌شود خون به قسمت‌های پایینی بدن رفته و کبودی نعشی را ایجاد کند.

## رنگ پریدگی مشابه در افراد زنده
یک فرد زنده می‌تواند تا حد مرگ رنگ پریده به نظر برسد، چنین رنگ پریدگی اغلب در گفتار مجازی و داستان‌های تخیلی به مرگ تشبیه می‌شود. این می‌تواند زمانی اتفاق بیفتد که در اثر ایجا یک شوک عاطفی/احساسی بسیار شدید و عمیق، خون از سطح پوست خارج شود. همچنین نارسایی قلبی می‌تواند صورت را رنگ پریده نشان دهد که بعد از آن ممکن است لب‌های شخص نیز متعاقباً کبود شود. پوست همچنین می‌تواند در نتیجه انقباض عروق به عنوان بخشی از سیستم‌های هموستاتیک بدن در شرایط سرد رنگ پریده شود، یا اگر پوست دچار کمبود ویتامین D باشد، همان‌طور که در افرادی که بیشتر زمان را در داخل خانه و دور از نور خورشید می‌گذرانند دیده می‌شود.